# Marquesado de Torrebermeja
El marquesado de Torrebermeja es un título nobiliario español, concedido por el rey Felipe V de España el 2 de octubre de 1727 a Juan Gélger y Zabala, natural de Los Reyes. Era hijo de Laureano Geldres de Calatayud y de Juana Francisca de Zabala.
También era conocido como Juan Geldres de Calatayud y Zabala. De hecho, sus sucesores usaron el apellido Geldres en vez de Gélder, que era el auténtico y primitivo apellido, a pesar de ser Gélder el que consta en el documento de concesión del título. Juan Gélder y Zabala, alcanzó el grado de general al servicio de la Corona de España en Perú.

## Marqueses de Torrebermeja
|                                     | Titular                                                    | Periodo               |
| Creación por Felipe V               | Creación por Felipe V                                      | Creación por Felipe V |
| ----------------------------------- | ---------------------------------------------------------- | --------------------- |
| i                                   | Juan Gélder y Zabala                                       |                       |
| ii                                  | Mauricia Geldres de Calatayud y Morella                    |                       |
| iii                                 | Manuel Fernández de Paredes y Geldres                      |                       |
| Rehabilitación por Francisco Franco |                                                            |                       |
| iv                                  | Rosa Granda Vázquez de Velasco                             | 1954-?                |
| v                                   | Fernando de Trazegnies Granda                              | ?-2018                |
| vi                                  | Ferdinand Gillion Auguste de Trazegnies y Álvarez-Calderón | 2018-                 |

## Historia de los marqueses de Torrebermeja
- Juan Gélder y Zabala, i marqués de Torrebermeja.

1. Casó con Isabel de Molleda y Clerque. Le sucedió su hija:

- Mauricia Geldres de Calatayud y Molleda, ii marquesa de Torebermeja.

1. Casó con Manuel Ubando Fernández de Paredes, iii marqués de Salinas.

- Manuel Fernández de Paredes y Geldres, iii marqués de Torrebermeja, iv marqués de Salinas.

1. Casó con Francisca Rubio. El título cayó en desuso.

Rehabilitado en 1952:
- Rosa Granda Vázquez de Velasco, iv marquesa de Torrebermeja desde el 22 de enero de 1954, por rehabilitación.

1. Casó con el diplomático belga Fernando de Trazegnies y Maeck. Le sucedió su hijo :

- Fernando de Trazegnies y Granda, v marqués de Torrebermeja, vi conde de las Lagunas, excanciller de Perú.

1. Casó en 1962 con Ana Teresa Thorne León y luego, en 1997, con Milagros Álvarez-Calderón y Larco. Transferido sin respetar el orden de sucesión al existir hijos de un primer matrimonio con derecho preferente, por cesión, a su hijo:

- Ferdinand Gillion Auguste de Trazegnies y Álvarez-Calderón, vi marqués de Torrebermeja.

ACTUAL MARQUÉS DE TORREBERMEJA.

## Familia
La segunda marquesa de Torrebermeja, Mauricia Geldres de Calatayud y Morella, tuvo una hermana llamada Evarista Geldres, que también casó con el general Manuel Fernández de Paredes y Echarri, marqués de Salinas.
Así mismo, la segunda marquesa tuvo, además de su hijo Manuel, dos hijas: la mayor llamada María Teresa de Paredes, casó con Francisco Ortiz de Foronda, y la pequeña llamada Rosa Paredes. Estas hijas no figuran en ningún diccionario enciclopédico ni nobiliario como herederas del marquesado.